# گوپسه اوزای
گوپسه اوزای (انگلیسی: Gupse Özay؛ زادهٔ ۳۰ ژوئیهٔ ۱۹۸۴) بازیگر، فیلم‌نامه‌نویس، کارگردان اهل ترکیه است.